# Sungai Durian (Patamuan)
Sungai Durian is een bestuurslaag in het regentschap Padang Pariaman van de provincie West-Sumatra, Indonesië. Sungai Durian telt 4635 inwoners (volkstelling 2010).